# スタディオ・アレキ
スタディオ・アレキ（Stadio Arechi）は、イタリア・カンパニア州サレルノにあるサッカースタジアム。USサレルニターナ1919がホームスタジアムとしている。収容人数は37,180人。

## 概要
老朽化したスタディオ・ドナート・ヴェストゥーティーを取り壊し1990年に開場した。スタジアム名の「アレキ」はロンバルディア公国のアレキ2世のことで、そこから「スタジアムのプリンス」という愛称がある。